# Maieta guianensis
Maieta guianensis là một loài thực vật có hoa trong họ Mua. Loài này được Aubl. mô tả khoa học đầu tiên năm 1775.